# Mauritz Johann Schulte
Mauritz Johann Schulte was een Brits ondernemer van Duitse afkomst. Hij was mede-oprichter van het fiets-, auto-, en motorfietsmerk Triumph. 

## Privéleven
Mauritz Johann Schulte emigreerde van Duitsland naar het Verenigd Koninkrijk, waar hij werkte in de fietsenfabriek van William Andrews in Birmingham. Hij nam in 1890 het Britse staatsburgerschap aan. In 1911 woonde hij in Kenilworth met zijn vrouw Martha (1867, geboren in Duitsland) en twee kinderen: Ida (1899, geboren in Coventry) en Muriel (1900, geboren in Coventry). Mauritz Johann Schulte overleed in het najaar van 1933.

## Zakenleven
Mauritz Johann Schulte werd bedrijfspartner van Siegfried Bettmann, die fietsen importeerde die hij onder de naam "Triumph" verkocht. Schulte overtuigde Bettmann om zelf fietsen te gaan produceren en in 1888 kochten Bettmann en Schulte met geld van beider families een fabriek in Coventry. In 1889 leverde de Triumph Cycle Co. Ltd. haar eerste fietsen. In 1898 openden Bettmann en Schulte de dochteronderneming Triumph Werke Nürnberg in Neurenberg. In 1902 werden de eerste motorfietsen geleverd. Dat waren nog verstevigde fietsframes met een Minerva-inbouwmotor. Daarna volgden meer complete motorfietsen met motoren van JAP en Fafnir en in 1905 werd het Triumph 3 HP Model met een eigen motorblok geleverd. In 1908 won Jack Marshall de Single Cylinder TT op de St John's Short Course op het eiland Man, waarbij hij het eerste racegemiddelde van meer dan 40 mijl per uur haalde. Daardoor groeide het bedrijf snel. Men leverde in 1914 100 motorfietsen voor de British Expeditionary Force die op het punt stond om in te schepen naar Frankrijk en daarna kreeg Triumph een grote order van het Britse leger. 
Na de oorlog ontstond er onenigheid tussen Bettmann en Schulte. Bettman wilde doorgaan met de productie van fietsen en motorfietsen, terwijl Schulte vond dat het bedrijf ook moest beginnen met de bouw van auto's. In 1919 verliet Schulte het bedrijf met een gouden handdruk van 15.000 Pond. 
In 1921 nam Bettmann de Dawson Car Company over en begon de productie van de Triumph-auto's. 